# Festività induiste
Le festività induiste sono quelle celebrazioni di carattere religioso-sociale maggiormente seguite all'interno dell'Induismo.

## "Utsava" ed osservanza
Col termine utsava (o Uthsava-utsav) si viene ad indicare nella sua generalità una festa o celebrazione di un'occasione gioiosa; deriva da "ut" che significa "rimozione" e "Sava", che significa "tristezze materiali" o "dolore", assume quindi il valore di "rimozione dei dolori e tristezze materiali" donate dall'esistenza.
Un festival lo si può osservare attraverso specifici atti di culto e beneficenza, offerte alle divinità, il digiuno, ma anche veglie, rituali di Pūjā, Homa (rituale), arathi etc.

### Periodi
Nel calendario induista le date connesse alle maggiori festività seguono un tipo di calendario lunare. Nella misura vedica del tempo, che è anche l'unità crono-temporale della mitologia induista, un tithi corrisponde ad un giorno lunare.

## Mitologia
Le feste di solito vengono a celebrare gli eventi mitologici della vita delle maggiore figure divine, spesso in coincidenza con i cambiamenti stagionali. Ci sono molti festival che vengono celebrate principalmente da sette specifiche o in determinate regioni del subcontinente indiano.

### Elenco e descrizione dei principali "festival indù"
| Nome                                | Immagine | tithi (giorni) di osservanza | Descrizione |
| ----------------------------------- | -------- | --- | --- |
| Makar Sankranti o Pongal            |          | Il "Makar Sankranti" o "Pongal" segna il passaggio del Sole in quella parte dello Zodiaco dedicata a Makara (mitologia induista). Essa segna il graduale aumento della durata della luce del giorno. Pongal è il primo giorno di Uttarayana e coincide con l'inizio del mese Tamil di Thai. | Pongal è una delle massime feste del racconto che si svolgono nell'India meridionale, seguite soprattutto in Andhra Pradesh, Tamil Nadu ed il Karnataka, ma anche fino allo Sri Lanka. Pongal avviene nel bel mezzo di gennaio di ogni anno e segna il buon auspicio dall'inizio del periodo di Uttarayan (il viaggio del Sole verso Nord). Il festival Pongal dura quattro giorni. Le celebrazioni includono un disegno di Kolam, ritmi danzati e piatti culinari . |
| Vasant Panchami                     |          | Il quinto giorno di luna crescente del mese di Maagha/Magh | Vasant Panchami (denominato alternativamente anche Saraswati Puja dalle popolazioni del Bengala e dell'Orissa) viene celebrata per ottenere una delle più importanti forme di benedizione concesse direttamente dalla Dea Sarasvati, Signora della saggezza e delle arti tutte. |
| Thaipusam o Kavadi                  |          | Il giorno di luna piena del mese del calendario Tamil denominato "Thai". | Thaipusam è una festività Hindu celebrata soprattutto dalla comunità Tamil (popolo). La parola Thaipusam deriva dal nome del mese tamil thailandese e da Pusam, che si riferisce ad una stella posizionata nei pressi della Luna durante la giornata del festival. La festa commemora l'occasione quando Parvati ha dato Murugan una lancia in modo da poter sconfiggere il male demone Soorapadman. Kavadi Attam (Lingua tamil:காவடி ஆட்டம்) è una danza eseguita dai devoti durante il culto cerimoniale Murugan, la divinità della guerra figlio di Shiva.. Si è spesso eseguita durante il festival di Thaipusam e sottolinea la servitù per debiti. Il Kavadi in sé consiste in un fardello fisico attraverso il quale i devoti implorano aiuto al Dio Murugan. |
| Maha Shivaratri                     |          | Tredicesima notte di luna calante del mese di Maagha | Maha Shivaratri è la grande notte di Shiva, durante la quale i suoi seguaci osservano tutta una serie di rituali, tra cui uno stretto digiuno. L'offerta di Bael (Bilva, mele cotogne del Bengala) vengono portate a Shiva. "Mahashivaratri Festival" o il 'La notte di Shiva' si celebra con devozione e fervore religioso in onore di Lord Shiva, una delle divinità della Trimurti; mentre lo Shivaratri cade la notte di mezza luna crescente nel mese indù di Phalgun, che corrisponde al periodo di febbraio-marzo. Celebrando la festa di Shivaratri i devoti osservano giorno e notte i riti ed eseguono il culto rituale dello Shiva-Lingam per placare la divinità. Per celebrare la festa Shivratri, i devoti si svegliano appena prima dell'alba e vanno ad immergersi in un bagno rituale, preferibilmente dentro il grande sacro fiume Gange. Dopo aver indossato vestiti nuovi e puliti i devoti visitano il tempio di Shiva più vicino per donare il bagno rituale anche allo "Shiva Lingum" con latte, miele, acqua ecc In seguito il culto di Shiva continua per tutto il giorno e la notte successiva. Ogni tre ore i sacerdoti svolgono le specifiche pūjā rituali dello "Shivalingam" con bagni di latte, yogurt, miele, burro chiarificato, lo zucchero e l'acqua in mezzo al canto di 'Om Namah Shivaya' e suonano le campane del tempio. La veglia jaagran si osserva anche all'interno dei templi dedicati a Shiva, dove un gran numero di devoti trascorre la nottata cantando inni e lodi devozionali in lode del Signore Shiva. È solamente la mattina seguente che i devoti rompono il digiuno, nutrendosi dello prasad offerto alla divinità. |
| Holi                                |          | Giornata di Luna piena del mese di Phalgun. | Holi o Phagwah è una delle feste più popolari dell'intera federazione indiana; commemora l'uccisione del demone Holika da parte di Prahlada, sincero e fervente devoto del Signore Visnù. Così, il nome del festival deriva dalle parole sanscrite "Holika Dahanam", che letteralmente significa "uccisione di Holika". |
| Rang Panchami                       |          | | In varie regioni dell'India il festival dei colori viene celebrato all'interno di Rang Panchami cinque giorni dopo Holi. |
| Shigmo                              |          | | Lo Shigmo viene celebrato aGoa come uno dei festival di spicco dalla comunità indù Konkani. |
| Gangaur                             |          | | "Gangaur" è una delle feste in maschera più importanti delle popolazioni del Rajasthan e la si osserva scrupolosamente in tutto lo stato , con gran fervore e dovozione dalle donne che venerano Gauri (corrispondente a Parvati), la consorte del Signore Shiva nel periodo tra marzo ed aprile. |
| "Vasant Navratri"                   |          | | Navratri è il festival cultuale indù della musica della danza nella sua qualità di canto devozionale. In antica lingua sanscrita il termine significa letteralmente "nove notti". Durante il corso di usta festività vengono adorate le forme di Shakti ed ala fine le sue effigi date alle fiamme. |
| Rama Navami                         |          | | Rama Navami è la celebrazione della nascita del Signore Rāma. Rama Navami è il giorno in cui il Signore Rama, il settimo Avatāra di Visnù, ebbe modo di incarnarsi in forma umana, nel paese di Ayodhya. Lui è l'"Ardha ansh" di Vishnu e possiede durante quest'esistenza incarnata la metà delle qualità divine definitive della divinità della Trimurti, quella atta nello specifico alla conservazione del mondo. Il nome di Rama significa letteralmente "colui che è divinamente beato e che dà gioia agli altri", e un essere umano da cui i rishi trovano gioia e diletto. Ram Navami cade il nono giorno della quindicina luminosa nel mese di Chaitra (aprile/maggio) e coincide con Vasant Navratri o Chait Durga Puja. Pertanto in alcune regioni, il festival si sviluppa su un percorso temporale di nove giorni. Questo giorno, che segna il compleanno di Lord Rama, si osserva anche come il giorno del matrimonio di Rama e di Sītā e quindi è indicato anche come "Kalyanotsavam". Ad Ayodhya, il luogo di nascita del Signore Rama, un'enorme fiera si svolge con migliaia di devoti, i quali si riuniscono per celebrare questo avvenimento. La fiera prosegue per due giorni, e rathyatras, portando le Divinità di Ram, suo fratello Laxman, sua moglie Sita e il suo più grande devoto Mahavir Hanuman, sono presi da quasi tutti i templi su cui sosta Ram. Hanuman è noto per la sua devozione a Rama, e i racconti che lo riguardano costituiscono una parte importante della celebrazione. In Andhra Pradesh, Ram Navami si celebra per 10 giorni dalla Saptami Chaitra al Bahula Padyami che cadono nel mese di marzo ed aprile. Nei templi si fa rivivere il matrimonio di Rama e Sita per commemorare questo evento, dal momento che questo giorno è anche il giorno in cui si sono sposati |
| Gudi Padwa, Chetichand              |          | Primo giorno della luna crescente del mese del calendario induista Chaitra | Gudi Padwa è celebrato come giorno di capodanno dai Marathi, i Konkani e i Sindhi. Secondo quanto asserisce il Brahma Purana, questo è il giorno in cui Brahmā creò la prima data cronologica della storia del mondo. Continua a cambiare ogni anno nel mese di marzo. |
| Ugadi                               |          | | Ugadi (che significa "l'inizio di un'era" in kannaḍa) è il primo giorno dell'anno tra i kannaḍa e i telugu; si svolge lo stesso giorno di Gudi Padwa. |
| Mesha Sankranti                     |          | Primo giorno del mese solare di Vaisakha. | Mesha Sankranti (detto anche Vaisakha Sankranti rappresenta il passaggio e trassito dell'astro solare nel mese dedicato all'Ariete (costellazione). |
| Vishu                               |          | | Vishu è una delle feste celebrate in Kerala (corrispondente al 14 aprile del calendario gregoriano). |
| Puthandu o "Capodanno Tamil"        |          | | Il capodanno Tamil corrisponde all'equinozio di primavera-Nirayan. |
| Hanuman Jayanti                     |          | | Hanuman Jayanti è la celebrazione della nascita di Hanuman, il dio in forma di scimmia devoto alleato di Rāma. Viene celebrata in tutto il territorio indiano per commemorare la nascita del Signore Hanuman; Hanuman Jayanti si svolge nel mese di Chaitra del calendario indù. Il grande Hanuman è noto per la sua grande forza, la potenza e la sua devozione verso l'immortale Signore Rama. Egli è considerato un grande seguace di Lord Rama e ha giocato un ruolo fondamentale nella sua vita. Egli è conosciuto anche come Sankat Mochan che la gente ricorda per aver a volte compiuto entrambe le azioni, buone e cattive. Egli è considerato come una delle più potenti divinità indù in India. Secondo la mitologia induista, come il figlio di 'Pawan', il Dio dei Venti e di 'Anjanee' spesso indicati come 'Pawanputra', è benedetto con immensa forza fisica e mentale che gli dona molta potenza e stimoli. Le celebrazioni di Hanuman Jayanti hanno inizio nelle prime ore del giorno con una pūjā speciale eseguita dai devoti. Nel corso delle festa i devoti esibiscono la sua immagine sacra e degns della più alta considerazione e venerazione in templi dedicati a Sree Hanuman o a casa. La gente in India organizza anche tutta una serie di preghiere speciali per Lord Hanuman per liberarsi dall'influenza degli spiriti maligni; il dio è difatti conosciuto per i suoi amplissimi poteri magici. Si cantano inni e si innalzano preghiere tutto il giorno in vari templi dedicati al Signore Hanuman; considerato come un simbolo di potere e di grande forza nella mitologia indù, si è creduto abbia trasportato un'intera montagna sulle spalla. In giorno di Hanuman Jayanti, considerato molto di buon auspicio, la gente si applica il rosso Sindur dai piedi del Signore sulle loro fronti: questo viene inteso e considerato essere un rituale per una buona salute e buona fortuna. |
| Bihu                                |          | Vaisakha/Bohag le calendario Assamese - Il primo mese del calendario indù. | Celebra l'inizio del nuovo anno Assamese (all'incirca attorno alla metà del mese di aprile) e nel contempo il giungere della primavera. |
| Sitalsasthi                         |          | Sesto giorno della quindicina più luminosa del mese di Jyestha. | Il sacro matrimonio tra Shiva e Parvati è celebrato nel corso di Sitalsasthi come fosse una festa di carnevale, in cui le persone e artisti provenienti da diversi percorsi di vita partecipano, rendendola più bella e facendo emergere il vero colore dell'esistenza. |
| Vat Pournima                        |          | Luna piena do Jyeshta | Vat Pournima si osserva soprattutto in Maharashtra. Pournima significa per l'appunto "luna piena" e le donne "pregano per il benessere dei loro mariti legando le proprie preghiere attorno ad un baniano. |
| Bonalu                              |          | | Bonalu è un festival indù Telugu celebrato in onore di una Dea Madre (come ad esempio Pochamma, Yellamma, etc.) in Telangana. |
| Bathukamma                          |          | | Bathukamma è una festa telugu celebrata nei mesi settembre e ottobre in 10 distretti di Telangana. |
| Ratha Yatra                         |          | | Rath Yatra è un festival associato con Jagannath. |
| Raja Parba (in Lingua Oriya ରଜ ପର୍ବ) |          | Il secondo giorno (Raja Shankranti) corrisponde all'inizio del mese solare di Mithuna | Raja Parba è un festival lungo quattro giorni. Si inaugura con l'accoglimento favorevole dell'intera campagna agricola in tutto l'Orissa. |
| Guru Purnima                        |          | Luna piena di Ashadh | Guru Purnima è il giorno in cui i devoti offrono pūjā (worship) in onore del proprio Guru. |
| Mahalakshmi Vrata                   |          | | Mahalakshmi Vrata è una pūjā eseguita dalle donne sposate induiste che sono alla ricerca della benedizione di Maha-Lakshmi, la Dea della prosperità e della ricchezza. |
| Onam                                |          | | Onam conosciuto anche come Vamana Jayanthi, è un festival indù celebrato in varie modalità e intensità dalle varie popolazioni residenti nello stato del Kerala. La festività celebra l'avatar Vamana di Visnù ed il susseguente ritorno del leggendario sovrano Mahabali. Cade durante il mese di Chingam (tra Agosto e Settembre) e ha una durata complessiva di dieci giorni. Il festival è caratterizzato da varie celebrazioni, tra cui tappeti intricati di fiori, elaborazione di pranzi e banchetti, regate serpentiformi, Onappottan di Mahabali, Kaazhchakkula a Guruvayoor, Puli Kali, la danza Kaikottikkali durante Thiruvathira (o Thiruvathirai o Arudhra Darisanam) in Kerala ecc. Questi festeggiamenti fanno di Onam un festival unico nel suo genere, impreziosito da un gran numero di elementi culturali e può essere senza dubbio detto che questi costituiscono la policromia, la diversità e la ricchezza che nessun altro festival può affermare di possedere. Nel giorno di Onam la gente declama preghiere speciali all'interno dei templi indù; tali celebrazioni interno ai Mandir sono parte importante del festival e i non-indù non sono autorizzati a entrarvi. |
| Raksha Bandhan                      |          | Luna piena di Shravana | Raksha Bandhan è una festa celebrata e sentita particolarmente negli stati dell'India settentrionale. Rakhi è un'occasione speciale per celebrare il legame di amore castale tra un fratello e una sorella. |
| Teejdi                              |          | Il terzo giorno dopo "Raksha Bandhan" | "Teejdi" è un festival dei Sindhi; le donne osservano un digiuno giornaliero in favore della longevità dei loro mariti. |
| "Krishna Janmashtami"               |          | Ottavo giorno di luna del mese di Bhadrapad | Krishna Janmaashtami è il festival indù che celebra la nascita del dio Krishna.In realtà è chiamato come "Krishna Jayanthi"; la data cade non solo l'ottavo giorno di luna calante di Bhadrapad, ma sempre su Rohini Nakshatra. Janmashtami, il compleanno di Krishna, viene celebrato con grande devozione ed entusiasmo in tutta l'India nel mese di luglio o agosto. Secondo il calendario indù questa festa religiosa si celebra durante l'Ashtami di Krishna Paksh o l'8º giorno della quindicina scura nel mese di Bhadon. La personalità di Sri Krishna è considerata come una delle più potenti incarnazioni umane del Signore Visnù. Nacque intorno a 5200 anni fa, a Mathura. L'unico obiettivo della nascita di Sri Krishna era quello di liberare la Terra dalla malvagità dei demoni. Ha giocato un ruolo importante nel Mahābhārata e propagato la teoria della Bhakti e del buon karma che sono narrati approfonditamente nella Bhagavadgītā. Sri Krishna è nato in una prigione sotto la custodia del malvagio sovrano Kaṃsa. Vasudeva, il padre pensò subito al suo amico Nanda Baba - capo della tribù di pastori Gavli - e ha deciso di consegnare il suo bambino a lui per salvare Krishna dalla persecuzione messa in atto dal re di Mathura. Krishna è cresciuto a Gokul e infine riuscì a uccidere suo zio Kamsa. La celebrazione reale di Janmashtami avviene durante la mezzanotte in quanto Sri Krishna si crede esser nato in una notte buia, tempestosa e ventosa per porre fine alla regola e alla violenza messa in atto dallo zio. In tutta l'India questo giorno viene celebrato con canti devozionali e danze, puja, spettacoli artistici, soffiando dalle conchiglie e dondolando la culla del bambino Krishna. La celebrazione Janmashtami di Mathura e Vrindavan, i luoghi in cui Sri Krishna aveva trascorso la sua vita, sono molto speciali. In questo giorno i Mandir e le case sono meravigliosamente decorate e illuminate; la notte trascorre in lunghe preghiere e sono offerti mantra religiosi che vengono cantati nei templi. |
| Radhastami                          |          | Ottavo giorno di luna crescente del mese di Bhadrapad | Radhastami è celebrata specialmente nell'India in Bhadrapad Shukla Paksha Ashtami per l'anniversario della nascita della Dea Rādhā, consorte del Signore Krishna. |
| Gowri Habba                         |          | | Gowri Habba si celebra in Karnataka, Andhra Pradesh e Tamil Nadu. |
| Ganesh Chaturthi                    |          | Quarto giorno di luna crescente di Bhadrapada | Ganesh Chaturthi viene celebrato come l'arrivo di Ganesh sulla terra. |
| Nuakhai                             |          | Quinto giorno di luna crescente di Bhadrapada | Nuakhai è celebrato per accogliere il nuovo riso della stagione. È una festa agricola osservata soprattutto nell'Orissa occidentale. |
| Navratri                            |          | Prime nove notti di luna crescente del mese di Ashvin | Navarathri è una festa indù di danze cultuali. In sanscrito il termine significa letteralmente "nove notti". Durante questa festa le forme di Shakti sono particolarmente venerate. Questo periodo parte dal giorno di luna nuova per concludersi il nono giorno di Ashvin ed è considerato il momento più propizio del calendario indù ed è quindi il momento più celebre dell'anno. Anche se ha nomi diversi in diverse parti dell'India, gli indù provenienti da tutte le regioni giungono a celebrarla. Dal Kashmir a nord fino al Tamil Nadu, nel sud, e dal Gujarat in Occidente per giungere al Sikkim nell'estremo Oriente indiano, viene sempre celebrato con grande entusiasmo, come la conquista del bene sul male. Ogni regione ha le sue particolari narrazioni mitologiche al riguardo e le ragioni per spiegare l'intero avvenimento e procedere dei fatti. I nove diversi aspetti della Devi sono venerati nei nove giorni. Queste sono le forme più popolari in base al quale la Dea è adorata: Durgā, dea irraggiungibile; Bhadrakali o "Kālī buona", il potere di buon auspicio del tempo; "Amba" o "Jagdamba", madre del mondo; Annapurna (induismo), datrice di cibo ed abbondanza; "Sarva mangala", dea di buon auspicio; Bhairavi, terribile Signora la quale possiede il potere della morte; Chandi o Chandikà, violenta, adirata e furiosa; la gopī detta Lalita, giocosa; infine Bhavani, donatrice di vita |
| Vijayadashami                       |          | Decimo giorno di luna crescente del mese di Ashvin | Vijayadashami è la celebrazione induista del bene e del male. |
| Diwali                              |          | Luna nuova del mese di Ashvin | Dīpāvalī significa "festa delle luci/lampade" in kannaḍa e telugu, mentre in sanscrito si chiama "Diwali" in tutta India del nord; Dīpā significa lampada e in Hindi una lampada è in gran parte definito Diya o Di. La festa si celebra in occasione del Signore Krishna e della sua sposa Satyabhama nell'occasione dell'uccisione del demone Narakasura. Un'altra storia ci narra che il festival è celebrato per il ritorno di Rāma e Sītā al regno Ayodhya dopo quattordici anni di esilio. Rama rimane esiliato nella foresta per un periodo temporale lungo ben 14 anni, durante il quale la moglie devota Sita e l'umile fratello Laxman decidono di unirsi a lui. Al termine del tempo di esilio l'intero villaggio è a conoscenza del suo imminente ritorno e allora accendono lampade luminosissime per guidarne i passi, suoi, della moglie e del fratello in direzione di casa. Così, ogni anno, le lampade si accendono per rappresentare Rama che ritrova la strada per tornare a casa dopo la dura punizione subita consistente nell'esser inviato a vivere nella foresta. |
| Bhau-beej/Bhai dooj                 |          | Secondo giorno di luna crescente del mese di Kartik | Bhai dooj, chiamato anche Bhaubeej, è la cerimonia officiata dagli indù, generalmente, il secondo giorno di Dīpāvalī. È celebrato fra fratelli e sorelle ed è simile al Raksha Bandhan, ma non si lega il rakhi. |
| Kartik Poornima (Karthikai Deepam)  |          | Quindicesima giornata dopo la luna piena del mese di Kartik (tra novembre e dicembre) | Un unico grande festival si celebra a Varanasi in questa giornata che è denominata Dev Devali. Il Kartik Purnima festival coincide anche con il festival del Giainismo detto "festival delle luci" e col Guru Nanak Jayanti |
| Chhath                              |          | | Chhath viene osservata in particolar modo in Bihar e Terai, ma è anche celebrata altrove. Questo è un festival dedicato alle divinità solari per conferire i doni della vita e soddisfare ed eseguire i desideri. |
| Sooranporu o "Skanda Sashti"        |          | | Skanda Sashti si decide nel mese lunare nel corso del sesto giorno di Karthika Masam (tra ottobre e novembre). Si tratta di uno dei festival più importante dedicato al Signore Murugan, il secondo figlio di Shiva dopo Ganesh. In questa festa si celebra la vittoria di Murugan contro gli Asura, i demoni nemici dei Deva. |
| "Prathamastami" dell'Orissa         |          | Otto giorni dopo Kartik Purnima | Prathamastami è un festival che trova le sue origini in Orissa. Si tiene l'ottavo giorno del mese di Agrahayana, quando la parentele femminile più anziana prega per la prosperità del proprio figlio primogenito. Il festival si conclude con rituali e recitazioni in onore di Lakshmi e Shashti devi. |
| Yātrā                               |          | | Yatra (detto anche Zatra e jatra) si riferisce a tutte le feste di pellegrinaggio celebrate nei templi indù. Gli Idoli e le immagini divine vengono trasportate in una speciale processione in un palkhi (un palanchino) o un carro chiamato rath. Ogni singolo tempio osserva questo festival una volta all'anno durante il proprio giorno tradizionale. |
| Karthikai Deepam                    |          | | Karthikai Deepam è un antico festival delle luci celebrato dai Tamil indù il giorno della luna piena del mese di Karthikai (che cade tra novembre e dicembre). Ciò si è verificato per la prima volta il giorno in cui la luna è in congiunzione con la costellazione Karthigai (le Pleiadi (astronomia)) e Purnima-luna piena; esso è lo stesso giorno di Kartik Poornima; tuttavia, dal momento che i tamil seguono il calendario indù solare con la correzione per la precessione degli equinozi, la data di Tamil corrisponde alla costellazione attuale. |
| Pancha Ganapati                     |          | Festa che dura cinque giorni durante il solstizio d'inverno. | Pancha Ganapati è un moderno festival indù celebrante il Signore Ganesha. |
| Kumbh Mela                          |          | | Un grande pellegrinaggio compiuto ogni quattro anni sulle rive del fiume Gange. Il Khumb-Purna completo si svolge ogni dodici anni, ed è un considerato come un grande Kumbh Mela. Il Ardh (metà) Kumbh Mella, una forma più piccola di Kumbh Mela, si celebra ogni sei anni. Il normale Kumbh Mela si celebra invece ogni 4 anni, come detto. Il Maha (grande) Kumbh Mela, uno speciale grande Kumbh Mela, si verifica ogni 12 'Purna Kumbh Melas', o 144 anni. |